# Zancléen
Stratigraphie
Messinien Plaisancien
Miocène
Paléogéographie et climat
Contexte géodynamique
Transgression pliocène
Le Zancléen est la première subdivision de l'époque du Pliocène. Elle s'étend de 5,333 à 3,600 millions d'années.

## Définition
L'étage zancléen a été défini par Giuseppe Seguenza en 1868. Son nom provient de Zancle, ancien nom de Messine (Italie), fondé par les Grecs.
La base du Zancléen (et les séries du Pliocène) se situe dans le sommet de la magnétozone inverse C3r, 96 000 ans avant la sous-magnétozone de polarité normale Thvera[Quoi ?] (C3n.4n). La base est également proche du niveau correspondant à l'extinction de l'espèce de nanoplancton calcaire Triquetrorhabdulus rugosus (la base de la biozone CN10b) et de la première apparition du nanoplancton du genre Ceratolithus (en), Ceratolithus acutus[réf. nécessaire].
Le point stratotypique mondial (GSSP), de coordonnées 37° 23′ 30″ N, 13° 16′ 50″ E, pour le Zancléen est situé près des ruines de l'ancienne cité de Héracléa Minoa en Sicile.
Le sommet du Zancléen (base de l'étage Plaisancien) correspond à la base de la magnétozone normale C2An (la base de la chronozone de Gauss) et à l'extinction des foraminifères planctoniques des genres Globorotalia (es) (Globorotalia margaritae) et Pulleniatina (es) (Pulleniatina primalis).

## Évènements du Zancléen
La transgression zancléenne (« déluge zancléen »), marque le début de la subdivision et la fin du Messinien. L'eau de l'océan Atlantique s'est déversée brutalement dans le bassin méditerranéen à la suite de la réouverture du détroit de Gibraltar, la mer Méditerranée s'étant évaporée partiellement ou complètement (crise de salinité messinienne) à partir de 5,96 millions d'années à cause du bouchage progressif de ce détroit.